# Blaricum
Blaricum là một đô thị ở tỉnh Noord-Holland của Hà Lan. Đô thị này nổi tiếng với các tòa nhà nông trang đồ sộ. Nhiều người Hà Lan nổi tiếng sống ở đây: Marco Borsato, Anita Meijer, Paul de Leeuw, Gordon, Jerney Kaagman, John de Mol, Anita Witzier và Rene Froger.

## Các trung tâm dân cư
Đô thị Blaricum bao gồm các trung tâm dân cư sau: Dorp, Bijvanck.